# O Jogo
O Jogo est un quotidien sportif portugais (type L'Équipe). La première parution "papier" date du 22 février 1985. La première une électronique a été lancée en 1998.
Basé à Porto, le quotidien est plutôt pro-FC Porto. Les 2 autres grands clubs portugais, le Benfica et le Sporting, ont aussi "leurs" quotidiens, respectivement A Bola et Record.[réf. nécessaire]